# Rak (ozvezdje)
Rak (latinsko Cancer, znak , Unicode ♋) je ozvezdje živalskega kroga in eno od 88 sodobnih ozvezdij, ki jih je priznala Mednarodna astronomska zveza. Bilo je tudi eno od Ptolemejevih 48 ozvezdij. Ozvezdje je majhno in temno, in za mnoge ni podobno raku. Leži med Dvojčkoma na zahodu in Levom na vzhodu, Risom na severu in Malim psom ter Vodno kačo na jugu.

## Znana nebesna telesa v ozvezdju

### Zvezde
- Akubens (α Cnc) [Al Zubanah, Sertan].
- Altarf (β Cnc) [Al tarf, Tarf].
- Severni osliček (γ Cnc) [Asellus Borealis].
- Južni osliček (δ Cnc) [Asellus Australis].
- ε Cnc.
- Tegmeni (ζ1 Cnc) [Tegmen, Tegmine].
- Dekapoda (ι Cnc), dvozvezdje.
- Kvan Kei (λ Cnc).
- Nahn (ξ Cnc), spektroskopsko dvozvezdje.
- 55 Cnc, dvozvezdje, planeti b, c, d, e in f.